# Kim Mi-jung
Pour les articles homonymes, voir Kim.
Dans ce nom coréen, le nom de famille, Kim, précède le nom personnel.
Kim Mi-jung, née le 29 mars 1971 à Masan, est une judokate sud-coréenne des années 1990 évoluant dans la catégorie des moins de 72 kg.
Elle est sacrée championne olympique de judo aux Jeux olympiques d'été de 1992 à Barcelone où elle remporte la victoire face à la Japonaise Yoko Tanabe.